# Pierre-François de Sales
Pierre-François de Sales, né le 9 avril 1704 à Thorens et mort à Aoste, le 29 novembre 1783, est un ecclésiastique savoyard qui fut évêque d'Aoste dans la seconde partie du XVIIIe siècle.

## Biographie

### Origines
Pierre François de Sales nait le 9 avril 1704, dans le château de Thorens situé dans le diocèse d'Annecy. Il appartient à la famille de Sales. Il est le fils d'André seigneur de Brens et de Vuaz, descendant de l'oncle de François de Sales et de Marie Domen de Sougey d'Arbusigny.

### Carrière
Pierre François de Sales est ordonné prêtre le 20 septembre 1727. Il est chanoine de la Cathédrale d'Annecy lorsqu'il est nommé à l'évêché d'Aoste après une longue vacance du siège lié à un conflit entre le Saint-Siège et la cour de Turin, le 22 février 1741 par  Charles-Emmanuel III de Savoie roi de Sardaigne. Le Pape Benoit XIV confirme son élévation le 16 avril 1741 et le consacre le 23 du même mois dans la chapelle Pauline du Palais du Quirinal assisté par Monseigneur Celestino Galiani archevêque titulaire de Thessalonique (de) et Monseigneur Ferdinando Maria de Rossi archevêque titulaire de Tarse. Pierre François de Sales prend possession de son diocèse le 12 juin et entre solennellement à Aoste le 29 du même mois. Son épiscopat est long et marqué par l'introduction en 1743 dans le séminaire d'Aoste du bréviaire romain nouvelle étape vers la suppression du « rite valdôtain ». Il meurt à Aoste le 29 novembre 1783 et il est inhumé le 2 décembre dans la chapelle du Grand séminaire d'Aoste, ancien prieuré Saint-Jacquême qu'il avait fait restaurer.

## Hommages
La rue d'Aoste où se situe le siège du diocèse d'Aoste et de l'évêché porte le nom de Pierre-François de Sales.